# Outlaw King
Outlaw King, estilitzada com a Outlaw/King, és una pel·lícula històrica d'acció dramàtica de 2018 sobre Robert I d'Escòcia, el rei escocès del segle xiv que va començar una guerra de guerrilla contra l'exèrcit anglès. La pel·lícula està ambienta durant el període de 3 anys del 1304, quan Robert es rebel·la contra el domini d'Eduard I d'Anglaterra sobre Escòcia esdevenint un outlaw (proscrit), fins a la batalla de Loudoun Hill el 1307. Està co-escrita, produïda i dirigida per David Mackenzie. Hi actuen Chris Pine, Aaron Taylor-Johnson, Florence Pugh, Billy Howle, Sam Spruell, Tony Curran, Callan Mulvey, James Cosmo i Stephen Dillane.
Es va estrenar al Festival Internacional de Cinema de Toronto el 6 de setembre de 2018 i es va estrenar a Netflix el 9 de novembre de 2018.

## Sinopsi
Outlaw King comença amb una Escòcia rendida a les mans del rei anglès Eduard i el seu dèbil i despietat fill, el príncep de Gal·les. L'heroi William Wallace ha estat executat. Enmig d'aquesta situació apareix el personatge de Robert the Bruce, que amb l'ajuda d'uns pocs aliats és coronat com a rei d'Escòcia, desafiant el rei Eduard. Aquest no trigarà a afrontar el desafiament i es disposarà a aturar la nova insurgència escocesa a qualsevol preu.

## Repartiment
- Chris Pine com a Robert I d'Escòcia
- Aaron Taylor-Johnson com a James Douglas, Lord de Douglas[7]
- Florence Pugh com a Elisabet de Burgh[8]
- Billy Howle com a Eduard, príncep de Gal·les[9]
- Tony Curran com a Angus MacDonald[10]
- Lorne MacFadyen com a Neil Bruce
- Alastair Mackenzie com a Lord Atholl[cal citació]
- James Cosmo com a Robert de Brus, 6è Lord d'Annandale[cal citació]
- Callan Mulvey com a John Comyn III de Badenoch[11]
- Stephen McMillan com a Drew Forfar, Squire
- Paul Blair com a bisbe Lamberton
- Stephen Dillane com a rei Eduard I d'Anglaterra
- Steven Cree com a Christopher Seton[12]
- Kim Allan com a Isabella MacDuff, comtessa de Buchan
- Sam Spruell com a Aymer de Valence, 2n comte de Pembroke
- Rebecca Robin com a Margarida de França, reina d'Anglaterra
- Jamie Maclachlan com a Roger De Mowbray
- Benny Young com a Sir Simon Fraser
- Clive Russell com a Lord MacKinnon de Skye
- Josie O'Brien com a Marjorie Bruce
- Matt Stokoe com a John Segrave, 2n baró Segrave